# 日本ハング・パラグライディング連盟
公益社団法人日本ハング・パラグライディング連盟（にほんハング・パラグライディングれんめい、Japan Hang&Paragliding Federation、略称JHF）は、日本のハンググライディング・パラグライディングの発展と普及のために活動している公益社団法人、国内競技連盟。旧主務官庁は、文部科学省。

## 概要
主な事業は、フライヤー会員証の発行、技能証の発行、指導員の養成、教本の発行、安全性に関する情報の提供・指導、普及振興事業の推進、各種競技会の主催および公認、競技記録に関する認定など。 
一般財団法人日本航空協会（JAA）と密接に協力し、国際航空連盟（FAI）のハンググライディング及びパラグライディング委員会に日本代表委員を派遣している。